# Liste der olympischen Medaillengewinner aus Armenien
Das Nationale Olympische Komitee Armeniens wurde 1990 gegründet und 1993 vom Internationalen Olympischen Komitee aufgenommen.

## Medaillenbilanz
Bislang konnten 17 Sportler aus Armenien 22 olympische Medaillen erringen (2 × Gold, 11 × Silber und 9 × Bronze).
| Armenien bei den Olympischen Sommerspielen                                       | Armenien bei den Olympischen Sommerspielen | Armenien bei den Olympischen Sommerspielen | Armenien bei den Olympischen Sommerspielen | Armenien bei den Olympischen Sommerspielen | Armenien bei den Olympischen Sommerspielen |      | Armenien bei den Olympischen Winterspielen | Armenien bei den Olympischen Winterspielen | Armenien bei den Olympischen Winterspielen | Armenien bei den Olympischen Winterspielen | Armenien bei den Olympischen Winterspielen | Armenien bei den Olympischen Winterspielen |
| Jahr                                                                             | Gold                                       | Silber                                     | Bronze                                     | Gesamt                                     | Rang                                       | Jahr | Gold                                       | Silber                                     | Bronze                                     | Gesamt                                     | Rang                                       |                                            |
| 1996                                                                             | 1                                          | 1                                          | 0                                          | 2                                          | 45                                         |      | 1994                                       | 0                                          | 0                                          | 0                                          | 0                                          |                                            |
| 2000                                                                             | 0                                          | 0                                          | 1                                          | 1                                          | 70                                         |      | 1998                                       | 0                                          | 0                                          | 0                                          | 0                                          |                                            |
| 2004                                                                             | 0                                          | 0                                          | 0                                          | 0                                          |                                            |      | 2002                                       | 0                                          | 0                                          | 0                                          | 0                                          |                                            |
| 2008                                                                             | 0                                          | 1                                          | 4                                          | 5                                          | 78                                         |      | 2006                                       | 0                                          | 0                                          | 0                                          | 0                                          |                                            |
| 2012                                                                             | 0                                          | 1                                          | 1                                          | 2                                          | 60                                         |      | 2010                                       | 0                                          | 0                                          | 0                                          | 0                                          |                                            |
| 2016                                                                             | 1                                          | 3                                          | 0                                          | 4                                          | 42                                         |      | 2014                                       | 0                                          | 0                                          | 0                                          | 0                                          |                                            |
| 2020                                                                             | 0                                          | 2                                          | 2                                          | 4                                          | 69                                         |      | 2018                                       | 0                                          | 0                                          | 0                                          | 0                                          |                                            |
| 2024                                                                             | 0                                          | 3                                          | 1                                          | 4                                          | 66                                         |      | 2022                                       | 0                                          | 0                                          | 0                                          | 0                                          |                                            |
| Gesamt                                                                           | 2                                          | 11                                         | 9                                          | 22                                         |                                            |      | Gesamt                                     | 0                                          | 0                                          | 0                                          | 0                                          |                                            |
| \| \| Gold \| Silber \| Bronze \| Gesamt \| \| Ges. S+W \| 2 \| 11 \| 9 \| 22 \| |                                            |                                            |                                            |                                            |                                            |      |                                            |                                            |                                            |                                            |                                            |                                            |
|                                                                                  | Gold                                       | Silber                                     | Bronze                                     | Gesamt                                     |                                            |      |                                            |                                            |                                            |                                            |                                            |                                            |
| Ges. S+W                                                                         | 2                                          | 11                                         | 9                                          | 22                                         |                                            |      |                                            |                                            |                                            |                                            |                                            |                                            |

## Medaillengewinner
| Name                           | Sportart     | Jahr / Disziplin                                    | Gold | Silber | Bronze | Gesamt |
| ------------------------------ | ------------ | --------------------------------------------------- | ---- | ------ | ------ | ------ |
| Artur Aleksanjan               | Ringen       | 2012 London gr.-röm., (–96 kg), Männer              | –    | –      | 1      | 4      |
| Artur Aleksanjan               | Ringen       | 2016 Rio de Janeiro gr.-röm., Schwergewicht, Männer | 1    | –      | –      | 4      |
| Artur Aleksanjan               | Ringen       | 2020 Tokio gr.-röm., Schwergewicht, Männer          | –    | 1      | –      | 4      |
| Artur Aleksanjan               | Ringen       | 2024 Paris gr.-röm., Schwergewicht, Männer          | –    | 1      | –      | 4      |
| Malchas Amojan                 | Ringen       | 2024 Paris gr.-röm., Weltergewicht, Männer          | –    | –      | 1      | 1      |
| Roman Amojan                   | Ringen       | 2008 Peking gr.-röm., Bantamgewicht, Männer         | –    | –      | 1      | 1      |
| Howhannes Batschkow            | Boxen        | 2020 Tokio Leichtgewicht, Männer                    | –    | –      | 1      | 1      |
| Artur Dawtjan                  | Turnen       | 2020 Tokio Sprung, Männer                           | –    | –      | 1      | 2      |
| Artur Dawtjan                  | Turnen       | 2024 Paris Sprung, Männer                           | –    | 1      | –      | 2      |
| Geworg Dawtjan                 | Gewichtheben | 2008 Peking Mittelgewicht, Männer                   | –    | –      | 1      | 1      |
| Arsen Dschulfalakjan           | Ringen       | 2012 London gr.-röm., (–74 kg), Männer              | –    | 1      | –      | 1      |
| Mihran Harutjunjan             | Ringen       | 2016 Rio de Janeiro gr.-röm., Leichtgewicht, Männer | –    | 1      | –      | 1      |
| Hrachik Javakhyan              | Boxen        | 2008 Peking Leichtgewicht, Männer                   | –    | –      | 1      | 1      |
| Warasdat Lalajan               | Gewichtheben | 2024 Paris Superschwergewicht, Männer               | –    | 1      | –      | 1      |
| Simon Martirosjan              | Gewichtheben | 2016 Rio de Janeiro Schwergewicht, Männer           | –    | 1      | –      | 2      |
| Simon Martirosjan              | Gewichtheben | 2020 Tokio Schwergewicht, Männer                    | –    | 1      | –      | 2      |
| Tigran Wardan Martirosjan      | Gewichtheben | 2008 Peking Halbschwergewicht, Männer               | –    | –      | 1      | 1      |
| Arsen Melikjan                 | Gewichtheben | 2000 Sydney Mittelgewicht, Männer                   | –    | –      | 1      | 1      |
| Gor Minasjan                   | Gewichtheben | 2016 Rio de Janeiro Superschwergewicht, Männer      | –    | 1      | –      | 1      |
| Armen Mkrttschjan              | Ringen       | 1996 Atlanta Freistil, Papiergewicht, Männer        | –    | 1      | –      | 1      |
| Armen Nasarjan                 | Ringen       | 1996 Atlanta gr.-röm., Fliegengewicht, Männer       | 1    | –      | –      | 1      |
| Juri Nikolajewitsch Patrikejew | Ringen       | 2008 Peking gr.-röm., Superschwergewicht, Männer    | –    | –      | 1      | 1      |